# Yann Bodiger
Yann Bodiger (Sète, 9 februari 1995) is een Frans voetballer die doorgaans als defensieve middenvelder speelt. Bodiger is een speler die opvalt door zijn veelzijdigheid, want hij kan op elke positie op het middenveld spelen, vooral op 6 en 8. Hij is een zeer complete speler, die met veel intensiteit speelt en met een zeer goede balbehandeling. Hij arriveert bij Efesé hongerig en gretig om verder te groeien als voetballer. Bovendien is hij een fysiek sterke speler (1,88 meter), waardoor hij zowel in de aanval als in de verdediging opvalt in de lucht.

## Clubcarrière
Bodiger werd geboren in Sète en sloot zich op zesjarige leeftijd aan bij FC Sète. In 2009 trok hij naar Toulouse.
Op 9 augustus 2014 debuteerde hij met laatstgenoemde ploeg in de Ligue 1 in het competitieduel tegen OGC Nice. Hij mocht de volledige wedstrijd meedoen en zag zijn team met 3-2 verliezen in Nice. In zijn debuutseizoen kwam Bodiger tot een totaal van tien competitieduels. Hij zou er in totaal vijf seizoenen verblijven op het hoogste Franse niveau en speelde in het totaal negenenzeventig wedstrijden in Ligue 1, de Franse Beker en de Franse Liga Beker.
In januari 2019 werd hij verhuurd aan Córdoba CF. De ploeg vocht voor haar behoud in de Segunda División A, maar ondanks zijn positieve inbreng kon de ploeg zich niet handhaven.
In juli 2019 van dat jaar werd Bodiger gecontracteerd door Cádiz CF, ook uitkomend in de Segunda División A. Hij tekende er een contract van twee seizoenen. Met deze ploeg promoveerde hij tijdens het seizoen 2019-2020 naar de Primera División. Hij speelde dit eerste seizoen drieëntwintig wedstrijden in de competitie en de beker. Hij was vooral actief op het einde van het seizoen. Hij volgde de ploeg, maar het daaropvolgende seizoen 2020-2021 verkreef hij niet voldoende speelkansen kreeg en daarom werd zijn contract op 1 februari 2021 ontbonden.
Enkele uren later sloot hij aan bij CD Castellón, een nieuwkomer uit de Segunda División A. De ploeg vocht voor haar behoud, maar toen de ploeg dat niet bekwam, werd zijn contract niet verlengd.
Op 28 juli 2021 tekende hij voor FC Cartagena uit de Segunda División A. Deze ploeg was net als de ploeg uit Castellón vorig seizoen een nieuwkomer, maar die wel haar behoud kon verwezenlijken. Ook vorig jaar had de ploeg uit de havenstad tijdens de winterstop interesse in de speler, maar die koos toen nog voor de ploeg uit de regio Valencia. Bij de havenploeg werd hij op 3 augustus herenigd met gewezen ploegmaat Pedro Alcalá Guirado. Mede dankzij de fysische problemen van Alex Gallar startte hij op een basisplaats tijdens de 1-3 verloren openingswedstrijd tegen UD Almería. Na de rust zou hij trouwens vervangen worden door Gallar. Hij groeide uit tot een van de belangrijke spelers van de havenploeg.
Daarom wilde de ploeg hem ook verlengen, maar Granada CF slaagde erin om de speler zich vanaf seizoen 2022-2023 voor twee seizoenen aan zich binden. De ploeg was net uit de hoogste reeks gevallen en wilde zo snel mogelijk terugkeren.  De ploeg kwam de grote ambitie na en werd kampioen van de reeks. Ondanks dat hij basisspeler was, zou hij de ploeg echter niet volgen naar het hoogste niveau en zijn contract werd ontbonden.
Hij bleef tijdens het seizoen 2023-2024 op het een na hoogste niveau en tekende bij CD Tenerife.  Het handelde om een driejarig contract.